# Black Hammer Universe
(Jeff Lemire, 28 settembre 2017)
Il Black Hammer Universe nasce con la serie a fumetti Black Hammer, pubblicata dalla casa editrice Dark Horse Comics tra il 2016 e il 2017. Gli ideatori dell'opera sono lo scrittore canadese Jeff Lemire e il disegnatore Dean Ormston. La serie dà origine a sequel e spin-off che permettono a Lemire di creare un suo universo fumettistico di genere supereroistico. L'autore canadese lavorava al progetto dal 2007 e con questo universo narrativo (talvolta chiamato Lemireverse) ha modo di creare una sua versione (ed omaggio) dei super eroi a stelle e strisce. Le storie che si dipanano nelle varie serie collegate a Black Hammer creano un affresco narrativo che attraversa le varie epoche che hanno caratterizzato la storia del genere mainstream dei comic statunitensi.

## Epoche
Il Black Hammer Universe è suddiviso in epoche, ognuna delle quali è caratterizzata da nuove generazioni di eroi. Lemire costruisce la cronologia e la successione dei vari periodi inserendoci anche la classica suddivisione che a livello accademico contraddistingue la storia dei comic statunitensi. In questo universo abbiamo quindi la Golden Age, la Silver Age, la Bronze Age (non con questa denominazione) e una Modern Age (con diversa denominazione). A queste si aggiungono altre epoche che fanno comunque riferimento a periodi storici, letterari o fantascientifici.
| Epoche | Personaggi | Avvenimenti principali |
| --- | --- | --- |
| Età vittoriana (1837-1901) | Sherlock Frankenstein, Madame Dragonfly. | Nella seconda metà dell'Ottocento una donna stringe un patto con una strega che vive in un capanno in un bosco. In cambio della vita del figlio prende il suo posto e diviene conosciuta come Madame Dragonfly. Ha grandi poteri legati alle arti arcane e deve custodire oscuri segreti. Nel 1893 un uomo morente per una grave malattia riesce a guarire dalle sue afflizioni corporee grazie al suo ingenio. Scopre come divenire immortale ma sceglie la strada del male per arricchirsi ed ottenere potere. Diviene famoso come il super criminale Sherlock Frankenstein. |
| Pulp Age (anni venti). Si ispira all'epoca d'oro della letteratura Pulp che ha si dipana tra il 1896 e il 1955. | Crimson Fist, Doc Steel, Tazara, conosciuti come i Pulp Heroes of Spiral City. Si formano i Ghost Hunter Baron Von Fang, un gruppo di super soldati nazisti. | Sherlock Frankenstein diviene il primo grande super criminale della storia e per contrapporsi alle sue azioni criminose nascono i primi super eroi quali Crimson Fist, Doc Steel e Tazara. Oltreoceano cominciano a prendere forma nuove minacce nate dalle ideologie nazifasciste. |
| Golden Age (anni quaranta). Si ispira all'epoca d'oro del fumetto statunitense che si dipana dal 1938 (anno della creazione di Superman) fino al 1951 (circa). | Golden Gail, Abraham Slam, Doctor Andromeda, Capitan Night, Dottor Day, Horseless Rider, Wingman, The Black Hammer Squadron. | L'epoca in cui nasce la prima grande generazione di eroi, molti dei quali si troveranno a combattere contro l'Anti-God per la salvezza del mondo. Si forma il primo super gruppo ovvero i Liberty Squadron (o Squadrone della Libertà), i cui componenti originari sono Abraham Slam, Golden Gail, Capitan Night, Dottor Day, Wingman e Horseless Rider, L'ultimo ad aggiungersi al team è lo scienziato Jimmy Robinson il cui nome da supereroe è Dottor Andromeda, anche se in alcuni resoconti e articoli apparirà con il nome di Dottor Star. A partire dal 1942 lo Squadrone viene impiegato sul fronte bellico in Europa per fronteggiare le potenze dell'Asse durante la Seconda Guerra Mondiale. Il team è formato da super eroi sopra citati a cui si aggiunge lo Squadrone Black Hammer, un reparto speciale dell'esercito formato solo da soldati di colore dediti a compiere le missioni più difficili e disperate. I componenti sono: George "Grips" McReady, Sidney "Hammer" Hawthorne, Jean Paul "JP" Desjardinis, Li Zhang Yong. |
| The Silver Age (anni cinquanta e sessanta). Si ispira alla Silver Age dei comic che si dipana tra il 1956 anno dell'apparizione di un nuovo Flash su Showcase e il 1970. | Barbalien, Colonel Weird, Star Sheriff Squadron. | Il marziano Barbalien arriva sulla Terra per spiare i terrestri ma poi decide di vivere tra di loro. L'astronauta Randall Weird viene assegnato ad un progetto di esplorazioni interstellari che sfruttano una tecnologia avanzata per i viaggi spaziali. Durante una delle sue avventure incontra Talky-Walky, un robot senziente che lo segue nei suoi viaggi. Ispirato dal Doctor Andromeda si forma lo Star Sheriff Squadron (anche se loro si proclamano L'Armata Andromeda), un team di polizia intergalattica che attinge i suoi poteri dalla Para-Zona ridenominata La Fonte. A Spiral City si apre un carcere psichiatrico di massima sicurezza per contenere i super criminali più pericolosi. Si tratta dello Spiral Asylum e tra i suoi detenuti annovera: Grimjim, Tenterhooks, Sultrix, Black Stallion, Mectoplasm, Cthu-Lou, Metal Minotaur. |
| The Bronze Age (anni settanta). Si ispira alla Bronze Age dei comic statunitensi che si dipana tra il 1970 e il 1985. | Black Hammer (Joseph Hammer), Stralok & the Lightriders, The Escaper, Whiptara. | Joseph impugna il Martello Nero e diviene il nuovo Black Hammer. Questo lo porta a conoscere l'esistenza di New World governato dal semi Dio Starlok il quale lo ha selezionato per far parte dei Lightriders. Il loro compito è mantenere in equilibrio le forze della Luce e delle Tenebre che governano l'esistenza. Black Hammer viene a conoscenza dell'esistenza dell'Anti-God come minaccia per l'Universo intero. In questo decennio diversi supereroi della Golden Age, tra cui Abraham Slam e Golden Gail cominciano a maturare la decisione di smettere la loro missione di paladini della Giustizia. |
| The Cataclysm (anni ottanta). Si ispira ad un decennio della storia dei comic che ha visto la pubblicazione di opere fondamentali per la nascita dell'epoca moderna dei fumetti statunitensi, dalle opere revisioniste di Alan Moore e gli autori britannici (British Invasion) fino all'opera seminale Il ritorno del Cavaliere Oscuro di Frank Miller. La storia che riguarda l'Evento denominato il Cataclisma si ispira però al celebre universe-wide crossover Crisi sulle Terre infinite pubblicato dalla DC Comics. Qui si vede l'arrivo dell'Anti-Monitor che distrugge il primo Multiverso DC, e annulla tutta la continuity dell'universo DC precedente il 1985. | Anti-God, il team di supereroi teenager Y-Force, The Golden Family, gli eroi della battaglia di Spiral City esiliati nella Black Hammer Farm a Rockwood. | Durante gli anni ottanta del Black Hammer Universe si avverano i timori di Starlok e il suo malvagio gemello Anti-God arriva per annichilire la realtà. New World è la prima dimensione a cadere ma sulla Terra Black Hammer organizza una strenua resistenza che porta alla battaglia finale di Spiral City. Usando tutto il suo potere e la sua forza di volontà Black Hammer riesce a sferrare un colpo fatale all'Anti-God ma le conseguenze sono inaspettate e inspiegabili. Black Hammer e gli altri campioni di Spiral City (Abraham Slam, Golden Gale, Colonel Werid, Talky-Walky, Madame Dragonfly e Barbalien) si ritovano intrappolati in una cittadina rurale dal nome Rockwood da cui non possono fuggire ma devono adattarsi a convivere in quella che sembra una Pocket Reality. I suoi ignari abitanti conducono una vita normale (per quel che possa significare) ma sono inconsapevoli della condizione o identità degli eroi che ora abitano in una fattoria dal nome Black Hammer Farm. Joseph Weber non accetta di essere imprigionato e cercando do volare via dal confinamento viene ucciso da un misterioso campo di forza che ne smembra il corpo. Di lui rimane solo il Martello Nero appoggiato al suolo, monito per chiunque dei suoi compagni e del destino che li attende. |
| The Grim Age (anni novanta). Si ispira ai fumetti pubblicati tra fine anni ottanta e il decennio successivo, contraddistinto dall'inizio della Modern Age dei comic statunitensi (da alcune fonti iniziata a metà anni ottanta, da altre nel 1992 con la fondazione della Image Comics). Il termine usato deriva dagli aggettivi "grim and Gritty" spesso associati alle opere fumettistiche dell'epoca, divenute più violente e realistiche rispetto all'approccio dei periodi precedenti. | Black Hammer II (Lucy Weber), Skulldigger & Skeleton Boy, e il team The Unbelieveble Unteens. I membri sono Jack Sabbath, Kid Boom, Snap Dragon, Straka e Strobe. | Lucy Weber, la figlia di Black Hammer, non ha mai smesso di cercare suo padre e gli altri eroi scomparsi durante il Cataclisma, ovvero la battaglia contro l'Antigod, avvenuta quando aveva solo 10 anni. Grazie alla sua tenacia e l'aiuto di Jimmy Robinson riesce a trovare un portale da dove è arrivata una soda spedita da Talky-Walky. Riesce a raggiungere Rockwood e incontrare i campioni della battaglia di Spiral City (quella contro l'Anti-God), esiliati fuori dal tempo da 10 anni. Amaramente scopre che il padre è morto nel vano tentativo di fuggire ma impugnando il suo Martello Nero (essendone degna) si trasforma nel nuovo Black Hammer. |
| The Quantum Age (100 anni nel futuro rispetto alla Grim Age). Si ispira a quelle storie ambientate in un futuro più o meno lontano rispetto a quanto narrato nei fumetti della continuity principale. In questo caso la fonte d'ispirazione principale sono le storie legate alla Legione dei Super-Eroi della DC Comics. | Quantum League: team di supereroi che si propone di difendere tutto ciò che minaccia l'universo conosciuto. La formazione è molto ampia e formata principalmente da eroi teenager (come la Legione dei super-eroi della DC). I componenti sono: Antler Boys, Archive, Barbaliteen, Doppler Diva, Erb, Fireball, Glue Girl, Goliathan, Gravitus, Hammer Lass, Hornet Girl, Ice Boy, Lasar Phasar, Mechanos, Modula, Monster Boy, Storma, Stratum, Trionic, Unknown Boy, Warilla. Dei personaggi visti nelle epoche passate è rimasta Madame Dragonfly (ora conosciuta come Madame Butterfly), e il Colonnello Weird (ora conosciuto come Chronokus). | 100 anni nel futuro parte dell'universo conosciuto e i suoi abitanti convivono pacificamente. Archive, Modula e Gravitus si accorgono però che vi sono nuove e temibili minacce. Loro tre sono il nucleo che andrà a formare un team di protezione intergalattica chiamato Quantum League. Di questo gruppo arriva a far parte anche Hammer Lass, discendente di Joseph Weber e la figlia Lucy, di cui porta avanti l'eredità essendo diventata il Black Hammer del suo secolo. La Quantum League arriva a dividersi dopo un feroce attacco dei marziani alla Terra ma sarà proprio un abitante di Marte conosciuto come Barbaliteen a riformarla qualche anno dopo. |

## Luoghi
Qui di seguito sono elencati i luoghi, le dimensioni alternative e gli scenar in cui si svolgono gli eventi principali del Black Hammer Universe:
- Rockwood: piccola cittadina rurale della provincia americana nei primi anni novanta[2][13]. Si tratta del luogo dove si trovano esiliati gli eroi di Spiral City dopo la battaglia contro l'Anti-God, scontro epocale ricordato come l'Evento[2]. Poco dopo la vittoria su questo autoproclamatosi Dio della distruzione, Black Hammer (Joseph Weber), Abraham Slam, Barbalien, Golden Gail, il Colonnello Weird e Talky-Walky si ritrovano ad abitare in una fattoria nei pressi di Rockwood, denominata Black Hammer Farm[13]. Gli abitanti non si fanno domande sulla loro presenza, non conoscono supereroi e non si rendono conto che quella è in realtà una prigione avvolta in una bolla dimensionale[13]. Infatti se provi ad uscire dai suoi confini il corpo viene smembrato e gli eroi lì imprigionati lo hanno capito attraverso il sacrificio del più potente tra loro, ovvero Black Hammer, che ignaro del pericolo ha provato a superare i limiti invisibili di questo luogo[13]. Questi sono poi stati tracciati con precisione da Talky-Walky, capace di individuarne quella che crede essere una traccia energetica[2]. Col passare del tempo i nuovi abitanti/prigionieri si adattano e si amalgamano, chi più chi meno, con i ritmi e la quotidianità della gente del luogo. Abraham è quello che più apprezza quella vita di campagna e la serenità che gli procura, arrivando anche a trovare l'amore. D'altronde ormai la sua carriera da supereroe era finita e si avviava verso una vita senza più obbiettivi[2]. Emblematico è il fatto che cerchi di vedere in quel luogo una sorta di paradiso ultraterreno mentre Barbalien lo identifica maggiormente con l'immagine di Purgatorio, ma per Gail è l'inferno o qualcosa di molto simile[2]. Il dubbio se quel luogo sia reale o un'illusione li tormenta ma solo Golden Gail e Talky-Walky non si arrendono e vogliono a tutti i costi fuggire da quella gabbia dorata[2]. Da notare che nei pressi della Fattoria in un piccolo bosco si è ricollocato il Capanno degli Orrori, luogo misterioso e sinistro dove ha sempre vissuto Madame Dragonfly[2]. Inoltre il Colonnello Weird è in grado di lasciare quel luogo perché può entrare nella Para-Zone, una dimensione alternativa dove il tempo e lo spazio non rispettano le regole della fisica della nostra realtà. Afferma che solo lui può sopravvivere a questi viaggi che gli permetto, tra l'altro, di scrutare il passato e il futuro. Questi peregrinaggi lo hanno però portato a perdere lucidità mentale e, spesso, quello che dice è contraddittorio e delirante. Pare però consapevole di cosa sia la misteriosa cittadina di Rockwood[2].
- The Para-Zone ("Para-Zona" nell'edizione italiana): Dalla guida ufficiale al Black Hammer Universe viene definita "Un luogo tra i luoghi. Un istante tra gli istanti. La Para-Zone giace tra le dimensioni, e solo pochi sono riusciti ad attraversarne la membrana"[14]. Il primo scienziato ad ipotinarne l'esistenza è stato Jimmy Robinson nel 1941 e divenuto poi il super eroe Dottor Andromeda (ma ricordato da taluni come Dottor Star)[8]. Colui che vi è entrato per primo è però il Colonnello Weird (nel 1955), unico terrestre che sia riuscito ad entrarvi ed uscirne più volte, cercando di esplorarla e svelarne i misteri[14]. Si tratta però di un luogo dove il tempo non è lineare e le geometrie che ne regolano la spazio mutano sviluppandosi in maniera asimmetrica. Oltre a questo vanno considerate le energie anomale che la attraversano e le strutture biologiche che sembrano formarla[14]. La Para-Zone appare infatti costituita da enorme cellule paragonabili a quelle di un sistema nervoso e da strani bulbi oculari, o almeno così appaiono[14]. In ogni caso nessun essere senziente può osservarli senza rischiare di sprofondare in uno stato di smarrimento e confusione mentale. I viaggi del Colonnello in questo luogo lo hanno infatti reso instabile mentalmente, spesso incapace di individuare correttamente quale dei suoi ricordi riguardi il futuro e quale il passato[14]. Anche fisicamente ha pagato un tributo in quanto è invecchiato precocemente e viene visto dai suoi compagni della Fattoria come un anziano eroe delirante e inaffidabile. Una delle possibilità che si hanno trovandosi nella Para-Zone è quella di poter viaggiare nello spazio-tempo ed osservare sia il passato che il futuro[14]. In uno dei suoi viaggi Weird ha anche incontrato una versione più giovane di se stesso nel passato e pare conosca molti dettagli sul futuro, ma considera questa una maledizione che è meglio non condividere[2]. Oltre al Colonnello anche il Dottor Andromeda si è avventurato nella Para-Zona[14]. Questi ha infatti inventato dei dispositivi tra i cui i Para-Gauntlets che gli permettono di assorbire e prendere potere delle strane energie di questa dimensione, da lui definite Para-Radiation[14]. Le sue invenzioni gli hanno permesso di sviluppare un costume e dei gadget che gli avevano dato poteri tali da renderlo un celebre supereroe e pare lo abbiano protetto dagli effetti nefasti di quel luogo[15]. Bisogna però sottolineare che, a suo dire, vi è si e avventurato una sola volta al fianco del Colonnello Weird[15]. Grazie alle sue conoscenze il Dottor Robinson ha potuto costruire una tuta che ha permesso a Lucy Weber di entrare nella Para-Zona alla ricerca del padre e degli altri eroi scomparsi dopo l'Evento[15]. L'apertura verso questo anomalo universo è stata individuata probabilmente negli anni cinquanta da una specie aliena la cui esistenza era minacciata da un Leviatano Gravitazionale. Il Dottor Andromeda lo ha affrontato e ucciso, divenendo un semi-dio per un intero popolo che lo ha voluto imitare creando un Corpo di Polizia Spaziale che attinge i suoi poteri dalla Para-Zona. Si sono denominati L'Armata Andromeda e hanno individuato il passaggio che conduce ad essa, quel luogo viene chiamato La Fonte ed è stato mostrato al Dottor Andromeda[8]. Questa conoscenza tornerà utile quando Lucy Weber vorrà attraversarlo per andare alla ricerca del padre e degli eroi scomparsi dopo la Battaglia contro l'Anti-Dio.
- New World: è un mondo al di fuori della nostra realtà in cui risiedeva un semi-Dio che dall'alba dei tempi cerca di mantenere l'equilibrio tra le forze contrapposte dell'Universo[16]. In questo presunto dualismo Egli rappresenta la forza creatrice (e quindi il Bene) che deve arginare la pulsione distruttrice e nichilista incarnata nel suo gemello conosciuto come Anti-God (che per estensione diviene il Male)[16]. Come linea di difesa ha formato un gruppo di super guerrieri: The Lightriders. La formazione più recente (quella prima dell'evento The Cataclysm) è composta da The Escaper (colui che può fuggire da ogni luogo o trappola), Whiptara (principessa guerriera a capo delle Whamazons), Time-Boy e il suo cane Warpie the Chrono-Pup (pare riescano a viaggiare nel tempo)[16]. Il leader dei Lightriders è Black Hammer, un terrestre il cui potere gli viene conferito da un mistico "martello nero", una delle armi più potenti concepite e create su New World[16]. Il possessore di un tale oggetto deve dimostrarsi valoroso e altruista, la paura non deve mai prevalere sul suo animo e la sua volontà. Gli ultimi due terrestri ad impugnare il black hammer sono stati Joseph Weber e la figlia Lucy. Nel creare New World, Jeff Lemire si è ispirato alla Saga del Quarto Mondo di Jack Kirby. New World è un chiaro omaggio a Nuova Genesi e Starlok e Anti-God sono modellati sull'Altopadre e Darkseid.
- The Cabin of Horrors (la "Capanna degli Orrori" nell'edizione italiana): è una sorta di capanno di legno che si trova sempre all'interno di un bosco e, dall'esterno, appare di modeste dimensioni, vecchio e abbandonato[17]. Si tratta della dimora di Madame Dragonfly, che pare vi domori da oltre un secolo, avendo preso il posto di una strega che la custodiva prima di lei. Il luogo genera energie occulte e nasconde segreti inspiegabili, ma sembrano essere la fonte dei poteri di Madame Dragonfly, uno dei personaggi più potenti e temibili del Black Hammer Universe[17]. Lemire lo descrive con questo monito: «...la Capanna degli Orrori attende tutti coloro che cercano risposte oscure e cela segreti dimenticati. Cosa si nasconde dietro le sue cigolanti porte? Quale terribile mostruosità sarà la causa della tua dipartita e della tua rinascita?...Dagli in pasto le tue storie e i tuoi segreti, forse ti risparmierà»[17]. Le porte che si trovano all'interno della Capanna sono sovente un passaggio tra la nostra realtà ed altre dimensioni[2]. Una di queste conduce infatti allo snodo inter dimensionale noto come l'Anticamera[18]. La casa risulta inoltre capace di resistere alle terribili energie della dimensione chiamata Para-Zona. Quando gli eroi di Spiral City sono esiliati a Rockwood, Dragonfly si trova anche lei in quella prigione ma la Capanna degli Orrori l'ha accompagnata e non deve quindi vivere con gli altri suoi compagni alla Fattoria, il legame tra la strega e quell'anomala struttura è indissolubile[2].
- Anteroom (l'Anticamera nell'edizione italiana): è un luogo che si trova oltre la nostra realtà, viene definita come "il luogo dove lo storie sono in attesa"[19]. Lucy Weber vi si ritrova poco dopo essersi trasformata nel nuovo Black Hammer, prendendo in consegna l'eredità (e il mitico martello) del padre Joseph[20]. Percepisce il posto come una specie di struttura decadente in legno e materiali poveri dove al piano terra vi è un pub e il resto dell'edificio è suddiviso in varie stanze su più piani, ricorda un motel abbandonato[20]. Come gestore del pub vi è un enigmatico personaggio dal nome Lonnie James, il quale sembra amichevole ma si rivelerà inaffidabile e ingannevole[19]. Non mente però quando parla dell'Anticamera e gli rivela: «cambia in continuazione...tutto ciò che è intorno a noi si muove...questo posto è una specie di luogo di sosta, una sala d'attesa»[20]. Il pub da lui gestito è frequentato principalmente da mostri, reietti ed emarginati, pare non sia un luogo dove un supereroe si debba soffermare a lungo[20]. Lucy è a un bivio, il suo destino è drasticamente cambiato e in quel luogo deve decidere che direzione deve intraprendere e ciò che vuole diventare. Chi è confuso e non ha un obiettivo chiaro è però destinato a sbagliare strada o ad essere manipolato ed è quello che le succede[20]. Lonnie se ne approfitta e la accompagna verso una porta che la conduce di fronte ai cancelli dell'Inferno[20].
- Inferno: si tratta di un luogo che rispecchia i tratti classici una dimensione infernale, vi sono pozzi, fiamme, demoni e un gigantesco essere con le corna e le ali che si atteggia a sovrano di quelle terre[21]. Lucy (Black Hammer II) vi arriva passando da una porta dell'Anticamera. Viene indotta ad attraversarla da Lonnie James, che pare sia in debito con il Diavolo di due anime[21]. Il padrone degli Inferi non pare però in grado di trattenere un'anima forte e nobile come quella di Lucy. Cerca quindi di indebolirla con l'inganno, mostrandole in una gabbia la sagoma del padre e rivelando alla figlia che il suo defunto genitore non è l'eroe che credeva[21]. Lucy non cade nelle trappola del demonio e si fida del proprio giudizio e dell'integrità di chi ha il diritto/dovere di usare il Martello Nero (ereditato dal padre)[21]. Per la prima volta usa l'arma con tutto il suo potere distruttivo e la consapevolezza che non appartiene a quel luogo[21]. Le armate dell'inferno vengono decimate e il loro sovrano, temendo la furia della ragazza, la lascia andare[21]. In quel luogo Lucy ha incontrato Jack Sabbath, ex-supereroe e mago, ora divenuto uno spirito tormentato che accompagna i viaggiatori attraverso i reami ultraterreni[21]. Jack la accompagna mentre attraversa il portale che la porta alla sua prossima destinazione[21].
- Storyland: è una dimensione dove vengono create le storie, i racconti e i miti[18]. Il suo Signore è un essere pallido, vestito di nero ma dai modi garbati, viene chiamato il Narratore ma probabilmente è conosciuto anche con altri nomi[18]. Dimora in questo luogo insieme alla sua famiglia che è composta da Leggio (il fratello maggiore), la sorella Mistero, Relazione (fratello/sorella dell'amore) e Editor (fratello della grammatica)[18]. Lucy (Black Hammer II) vi arriva insieme a Jack Sabbath dopo aver lasciato l'Inferno e viene invitata a partecipare ad un banchetto di famiglia presso il loro castello, punto nevralgico del reame[18]. L'essere chiamato Leggio porta sulla schiena un enorme libro a cui è incatenato. Quando viene presentato a Lucy afferma che i due già si conoscono e sono destinati a incontrarsi di nuovo[18]. Mistero vuole aiutare la giovane supereroina e gli rivela che il reame che la ospita così come le storie ivi concepite non vanno considerate illusioni o suggestioni ma sono fatte della stessa sostanza che plasmano la realtà e il destino degli esseri viventi[18]. Con questo monito gli mostra una porta che la riporta allo snodo dimensionale denominato l'Anticamera[18]. Li dovrà visualizzare la sua destinazione e il suo obiettivo come nuova detentrice del Martello Nero, una volta che avrà chiara la sua storia troverà la porta che la conduce dove dovrebbe essere[18].
- Limbo Land: è una dimensione metafisica popolata da quei personaggi le cui storie non sono mai state realizzate o finite ma sono rimaste tra le idee irrealizzate di colui definito Creatore[22]. Con questo termine si può identificare lo stesso Jeff Lemire (autore dell'Universo di Black Hammer) ma anche tutte quelle persone che hanno, anche solo per un momento, immaginato una storia o creato un personaggio, rimasti però un pensiero depositato nel mondo delle idee. Nella visione di Lemire, l'atto di immaginare e creare rende l'essere umano una sorta di Demiurgo capriccioso. Questa mutevolezza si manifesta nella "Terra del Limbo" dove la sua stessa struttura è in continuo cambiamento e può assumere forme imprevedibili[22]. In accordo però al rapporto tra "Idea" (in senso platonico) e mondo reale, diviene inevitabile una interconnessione tra pensiero e materia. Uno degli abitanti del Limbo, ovvero "Golden Goose", riesce infatti a rigenerarsi al di fuori del subconscio del Creatore, apparendo in 3 vignette del fumetto e in una variant cover della serie Black Hammer: Age of Doom[22].

## Timeline del Black Hammer Universe
Di seguito sono riportati gli avvenimenti salienti riguardanti il l'universo Black Hammer esposti nei fumetti della saga pubblicati dal 2016 al 2019. I fatti sono elencati in ordine cronologico e non di pubblicazione:
- Alba dei Tempi: Starlok nasce durante la genesi dello stesso Universo e vive su un mondo al di fuori del tempo e dello spazio, denominato New World[23]. Sostiene di essere un Dio ma non è lui il Creatore. Giustifica così la sua esistenza: «Dall'alba di tutte le cose, le Forze della Luce si sono contrapposte a quelle dell'Oscurità...cercando un precario equilibrio per il Cosmo. Io, Starlok, ho dovuto erigermi contro il mio oscuro fratello, il despota cosmico Anti-God»[23]. La sua pare essere un'eterna battaglia e per aiutarlo nel compito ha formato un gruppo di super guerrieri cosmici denominati Lightriders[23]. Per armare il più potente tra loro ha forgiato il "Martello Nero" (o Black Hammer) un'arma che solo il più valoroso tra gli esseri umani può impugnare, si trasmette di generazione in generazione e potrebbe essere la risorsa definitiva per distruggere l'Anti-God[23].
- Seconda metà dell'ottocento: una giovane donna sancisce un patto con una strega per salvare il figlio da una malattia. L'accordo è accettato ma la strega si porta via il bambino e la donna (il cui nome è sconosciuto) deve prendere il suo posto come guardiana di una dimora tra i boschi denominata Capanna degli orrori. Nasce così l'enigmatica Madame Butterfly, almeno questo è il nome con cui viene conosciuta nel ventesimo secolo.
- 1893: un uomo dal nome Sherlock Frankenstein giace in un letto di ospedale con una malattia degenerativa e incurabile. Decide di usare il suo intelletto e volontà per curarsi e ha successo. Non solo guarisce ma diviene immortale. Decide di usare le sue conoscenze e le macchine da lui inventate per divenire il primo grande eroe dell'Epoca Vittoriana.
- Fine ottocento e primi anni del novecento: Sherlock Frankenstein diviene eroe che difende Londra, il cuore dell'Impero Britannico da criminali e sabotatori. Il suo nome diviene leggenda. In questo periodo si sposa con l'infermiera che si era presa cura di lui nei giorni più bui della sua vita. Il matrimonio è felice ma la moglie si ammala e neppure tutte le sue conoscenze mediche e ingegneristiche riescono a salvarla. Il paladino vittoriano subisce un crollo nervoso e mette in dubbio il suo ruolo di eroe e giustiziere. Abbandona l'Inghilterra per gli Stati Uniti dove decide di vendicarsi del mondo e del suo destino diventando il primo super criminale.

Il primo super criminale del Black Hammer Universe. Illustrazione della copertina della raccolta Sherlock Frankenstein e la Legione del Male. Disegno di David Rubin. Edizione italiana © 2018 BAO Publishing.

- Anni Venti e Trenta: Sherlock Frankenstein sceglie Spiral City come base per le sue scorribande e atti criminosi. La scelta di tale luogo come fulcro della sua carriera da criminale porrà la città al centro degli avvenimenti più significativi dei duecento anni successivi. La città diviene infatti l'urbe che vede la nascita dei primi grandi super eroi e di conseguenza diviene un magnete per la loro controparte malvagia, ovvero i supercriminali. Per contrastare le operazioni malavitose di Sherlock Frankenstein, gli anni trenta vedono i natali di tre paladini della giustizia ovvero Doc Steele (ricercatore, avventuriero e detective), Crimson Fist (ex-agente dell'FBI) e Tazara (di origine congolese dove era conosciuta come la Regina della Giungla).
- Fine anni trenta: una bambina orfana di nome Gail Gibbons si ritrova a vivere per strada e una sera di pioggia si reca a cercare riparo in un teatro di Spiral City. Non si trova li per caso ma per incontrare il potente mago Zafram che afferma di essere intrappolato nel nostro mondo da eoni. Per essere liberato ha bisogno di trasferire i suoi poteri a qualcuno che ne sia degno e la scelta cade su Gail. La bambina deve pronunciare la parola Zafram e si trasforma in una super eroina in grado di volare e dalla grande forza. Nasce così il primo vero super eroe del Black Hammer Universe, ovvero un eroe dotato di super poteri. Nei decenni successivi è destinata a scontrarsi più volte con Sherlock Frankenstein che diviene la sua nemesi. Ogni volta che pronuncia la parola Zafram Gail ottiene i superpoteri ma ritorna all'età che aveva durante la prima trasformazione (tra i 10 e i 12 anni). Questo continua ad avvenire anche durante la sua età adulta. Il suo nome da super eroe è Golden Gail e con il suo arrivo inizia la Golden Age dei supereroi.
- Gli anni quaranta: anche gli Stati Uniti entrano in guerra con le Potenze dell'Asse. Nel 1940 (circa) si forma il Liberty Squadron (o Squadrone della Libertà), composto da Abraham Slam, Golden Gail, Wingman, Capitan Night, Dottor Day, Horseless Rider e Dottor Andromeda (anche se in alcune cronache viene ricordato come Dottor Star)[8]. Si tratta del primo team di super eroi della storia le cui battaglie divengono leggendarie, sono ricordati come il simbolo della Golden Age. Tra di loro il combattente più popolare diviene Golden Gail, ormai diventata la super eroina più amata d'America. All'inizio del conflitto anche Abraham Slamkowski vorrebbe arruolarsi nella U.S. Army ma viene ritenuto non idoneo in quanto gracile fisicamente e cagionevole di salute. Grazie ad un duro allenamento presso la palestra dell'ex boxer Punch Sockingham riesce ad aumentare forza e massa muscolare. Diviene inoltre un promettente pugile professionista. Quando Punch viene ucciso da degli aguzzini a cui deve denaro, Abraham indossa un costume e decide di vendicarlo lottando contro il crimine. Nasce così Abraham Slam, un eroe che nonostante l'assenza di super poteri diviene un punto di riferimento per tutti gli aspiranti super eroi delle due decadi successive. Una volta entrato nel team dello Squadrone Supremo è lui che spinge i suoi compagni ad impegnarsi nel conflitto della Seconda Guerra Mondiale. Inizialmente avevano optato per rimanere in patria a difendere gli Stati Uniti dai criminali e dai sabotaggi dell'Asse sul suolo americano[8]. Quando Hitler ha cominciato a mettere sul campo i Super Soldati e nuove armi tecnologicamente avanzate, lo Squadrone decide, non all'unanimità, di unirsi agli alleati sul fronte europeo[8].

Jimmy Robinson (Dottor Andromeda), scienziato e super eroe del Black Hammer Universe. Illustrazione dalla copertina del volume "Dottor Andromeda e il Regno dei Domani Perduti". Disegno di Max Fiumara. Edizione italiana © 2021 BAO Publishing.

- 1941: lo scienziato Jimmy Robinson è da anni che studia un particolare tipo di energia radioattiva che si rivela anomala ed estranea ad altre forme di radiazioni presenti nel nostro universo. Nel '41 scopre che in effetti non proviene dalla nostra realtà ma è originata in un'altra dimensione fino ad allora sconosciuta e che le lui battezza la Parazone in quanto l'energia che proviene da quella realtà era stata nominata Pararadiazioni. Con l'imminente entrata in guerra degli Stati Uniti il governo tiene sotto controllo le sue scoperte e viene contattato da due agenti federali che gli intimano di utilizzare le sue teorie e scoperte per produrre armi innovative per l'esercito americano. Jimmy accetta per aver accesso alle risorse che gli mette a disposizione l'apparato industriale-militare. Di fronte alla moglie si giustifica con la motivazione che alla loro famiglia servono quei soldi soprattutto adesso che hanno avuto un figlio (ovvero Charlie). In realtà il suo desiderio è sviluppare una tecnologia che gli conferisca super poteri e la capacità di viaggiare tra le stelle. Riesce così a costruire un guanto e una tuta che attingono all'energia della Parazona e che gli permettono di volare, anche nello spazio, e lanciare micidiali colpi di energia. Nasce così il Dottor Andromeda, il nome da battaglia che si è scelto e con il quale si unisce allo Squadrone della libertà. L'eccitazione dell'avventura e le esplorazioni dello spazio in cerca di altre forme di vita lo portano però a trascurare sua moglie e suo figlio. La scoperta della Parazona avrà conseguenti fondamentali per gli avvenimenti e la comprensione stessa di quella realtà che noi lettori identifichiamo come il Black Hammer Universe.
- 1942: Jimmy Robinson si mostra pubblicamente con nuovo super eroe in costume con il nome di Dottor Andromeda (taluni lo ricordano però come Dottor Star). I suoi poteri derivano dalla Para-Zone e vuole unirsi allo Squadrone della Libertà che lo accetta tra i suoi ranghi. Si tratta dell'ultimo componente ad unirsi al team e appoggia da subito l'intento di Abraham di unirsi agli Alleati nel conflitto in Europa. Gli anni della guerra sono ricordati da Jimmy come i più stimolanti ed euforici della sua vita. Sembra ignorare le tragedie che lo circondano e il senso di abbandono provati dalla moglie e dal figlio. Solo in un secondo momento si pentirà di alcune scelte dettate unicamente dal suo ego e dal suo desiderio di far parte di un gruppo di eroi che si rivelano essere i primi veri amici che abbia mai avuto.

Il Black Hammer Squadron, dall'illustrazione di copertina del volume Black Hammer '45, disegno di Matt Kindt. Edizione italiana © 2020 BAO Publishing.

- 1941-1945: mentre i media sono calamitati dalle imprese del celebrato e patriottico Liberty Squadron, sui fronti più sanguinosi e difficili del conflitto mondiale si distingue il Black Hammer Squadron. Si tratta di un gruppo scelto formato esclusivamente da soldati di colore, capitanato da Sidney "Hammer" Hawthorne[7]. A loro si deve il merito di aver sventato alcune delle minacce più pericolose dell'Asse quali la temibile Nachtwulf Patrol, i mistici Drachenkriegers e lo stesso Ghost Hunter[7]. Quest'ultimo è il miglior pilota della Luftwaffe, il più letale nella storia dell'aviazione. Tra le sue vittime rientrano Captain Jack Flag, Bulldog, Atlantic King e due membri del Black Hammer Squadron[7]. Lo scontro più epico in cui è coinvolto è la Battaglia del Greenbaums a cui partecipano, oltre che il Black Hammer Squadron anche l'unità meccanizzata russa The Red Ride[7].
- Primi anni cinquanta: la NASA riesce a costruire una nave spaziale in grado di compiere viaggi interplanetari. Il veicolo viene affidato al comando del Colonnello Randall Weird. In uno dei primi pianeti abitati da lui visitati si trova minacciato dalla specie dominante che è composta unicamente da macchine con intelligenza artificiale e vedono l'essere umano come una minaccia. Uno degli abitanti dal nome TLK-E WLK-E, rinominata Talky-Walky decide di fuggire con il colonnello per poter esplorare lo spazio. Il robot diventa una fedele compagna del famoso astronauta, da notare che quando ci si riferisce a lei si usano pronomi e aggettivi al femminile. Sulla Terra Randall ha però una fidanzata umana dal nome Eve.

Esempio di dilatazione temporale creato dal campo gravitazionale di un Buco Nero. Tale fenomeno spiega la sparizione del Dottor Andromeda, considerato disperso o morto nello Spazio per 18 anni.

- 1951: Il Dottor Andromeda compie un viaggio nello spazio in seguito ad un segnale di risposta ricevuta da una civiltà aliena, il primo di cui si ha memoria nella storia dell'umanità[8]. Si tratta di un popolo pacifico ma la loro esistenza è minacciata da un leviatano in grado di muoversi nello spazio e che ha come rifugio un piccolo pianeta vicino ad un Buco Nero[8]. Andromeda li vuole aiutare e si reca nella sua tana dove lo sconfigge. La vicinanza al campo gravitazionale del buco nero porta però ad una distorsione spazio temporale e quando Robinson torna sulla Terra non sono passati pochi giorni ma 18 anni[8]. Si ritrova nel 1969 con una moglie alcolizzata che non lo vuole più vedere e un figlio che avrebbe voluto viaggiare con lui nello spazio ma si trova invischiato nella guerra del Vietnam[8]. Tra gli anni cinquanta e gli anni sessanta il popolo salvato dal Dottor Andromeda comincia a studiare la Terra e approfondire le ricerche di Robinson sulla Para-Zona. Considerano il loro salvatore come una sorta di messia e ne vogliono replicare le imprese[8]. Riescono quindi a sviluppare una guanto simile a quello dell'eroe/scienziato terrestre e formano un corpo di polizia interstellare che si proclama L'Armata Andromeda (o Figli di Andromeda)[8]. Reclutano i soggetti più meritevoli da ogni angolo della galassia e riescono anche a trovare il portale della Para-Zona, da loro denominata La Fonte[8].
- 1955: Randall e Talky Walky partono per una missione per esplorare il pianeta Virius-6, qui trovano uno strano portale che il Colonnello, contro l'opinione di Talky-Walky, attraversa senza scrupoli e la sua vita e la stessa storia saranno cambiati da tale evento. Si trova infatti immerso in un luogo sconfinato al di la del tempo e dello spazio, si chiama Para-Zone ed è una zona che si trova tra le dimensioni. Qui il tempo non è lineare ma presente-passato-futuro coesistono e la struttura dello spazio percepito non rispetta le geometria e la simmetria a cui è abituata la mente umana. Weird ottiene inconsapevolmente poteri che gli conferiscono di muoversi tra lo spazio e il tempo, potendo muoversi tra le dimensioni. Ha però difficoltà a controllare i suoi poteri e quando trova un'apertura per tornare da Eve, sono passati nove anni e lui è invecchiato e mentalmente instabile.
- Fine anni cinquanta/primi anni sessanta: una sonda terrestre arriva sul Marte. Il governo marziano è preoccupato che i terrestri possano rappresentare una minaccia ma prima di attaccarli mandano un loro inviato a studiarli. La scelta ricade su Mark Markz che, una volta arrivato sul pianeta azzurro, usa le sue di mutare il suo aspetto per prendere il posto di un poliziotto. Si adatta talmente bene alla vita nella sua nuova casa che arriva ad innamorarsi del suo partner di lavoro. Mark è omosessuale ma questo orientamento sessuale non accettato su Marte e sulla Terra degli anni sessanti viene mal tollerato. Dopo essere stato respinto si dimette dalla polizia e si dedica ad una vita da vigilante solitario che presto viene conosciuto come Barbalien. La sua genetica marziana lo rende più forte, agile e veloce di un normale terrestre elevandolo quindi allo status di super eroe anche se rimane ai margini di questa particolare élite. Questo è probabilmente dovuto al suo aspetto alieno, quando infatti agisce come Barbalien abbandona le sembianze terrestri per tornare al suo aspetto originario. Diviene comunque uno degli eroi più famosi del ventesimo secolo.
- 1964: è l'anno in cui ricompare sulla Terra un confuso Colonnello Randall e si materializza a casa della fidanzata Eve. Nonostante sia cambiato, la donna gli è rimasta fedele ed è disposta a seguirlo nella Para-Zone dalla quale il cosmonauta sembra non volersi separare. Dove aver indossato una tuta spaziale vi entra con lui ma il suo corpo viene smembrato, il Colonnello capisce amaramente che nessun altro essere umano pare aver la capacità di vivere in quel luogo. Questo lo convince che la sua presenza quella strana dimensione sia fondamentale per gli eventi universali. Quando si trova al suo interno ha infatti visioni sul passato e il futuro e tra le immagini più sconcertanti ha visto l'arrivo sulla Terra dell'Anti-God.
- 1976: Joseph Weber, un assistente sociale impegnato nei quartieri poveri di Spiral City, trova una sera un individuo in costume che giace morente in un vicolo[23]. Indossa un costume giallo e verde, vicino a lui giace un enorme martello nero[23]. Prima d esalare gli ultimi respiri invoca Joseph affinché provi da impugnare quel manufatto, gli dice che se il suo cuore è puro e valoroso diventerà il nuovo Black Hammer[23]. Joseph lo ascolta e, impugnato il Martello, diviene il Black Hammer (della Silver Age), portato immediatamente su New World, Starlok gli spiega il suo ruolo nell'eterna battaglia contro le Forze dell'Oscurità e dell'Anti-God.
- 1979: Abraham Slam è ancora attivo come eroe mascherato ma le minacce che si trova ad affrontare sono sempre più pericolose e mortali, non sono più criminali di strada o boss del crimine organizzato[24]. Un giorno si ritrova ad essere in pericolo di vita di fronte ad un mostro inter dimensionale di nome Cthu-Lou (chiaramente ispirato dai racconti di Lovecraft)[24]. A salvarlo interviene Black Hammer e gli fa notare che i tempi sono cambiati, si sta avvicinando un periodo di caos e nemici mai visti, per Abraham è ora di pensare a ritirarsi[24].
- 1980-1984: con gli inizi dell'epoca reganiana e il rinascere di un forte nazionalismo il governo decide di creare dei super eroi sanzionati e autorizzati dal governo. Ovviamente la selezione e l'addestramento proviene da reparti speciali dell'esercito. Il primo ad essere presentato alla nazione e ad entrare in azione è un soldato in costume e maschera di nome The Slam. Molti lo confondono con Abraham solo che questo nuovo tipo di eroe è armato e uccide i criminali. Abraham si sente i dovere di fermarlo essendo contrario a questo tipo di vigilantismo. i due si confrontano in un corpo a corpo ma the slam è più giovane e allenato e vince lo scontro lasciando l'anziano super eroe con 7 costole rotte e privo di sensi. Le conseguenze si risentono anche sulla sua stessa vita familiare. La compagna di cui è innamorato e convive, più giovane di vent'anni lo lascia in quanto ha infranto la promessa di non indossare più il costume e tornare a combattere, inoltre è ossessionato da The Slam ma non ha modo di affrontarlo ancora in quanto il giovane eroe reganiano viene ucciso per mancanza di esperienza e per aver incontrato la banda di un villain con super poteri. Abraham decide di diseressarsi dalle vicende sulle nuove generazioni di super eroi e torna a fare l'allenatore/coach di pugilato. Al funerale incontra la versione adulta di Gale che gli comunica che anche lei smette di essere una super eroina e gli fa notare che esistono numerose altre strade per aiutare le persone bisognose, non sono necessari costumi sgarcianti o super poteri.
- 1986: il momento più temuto da Starlok è arrivato, il suo gemello/nemesi Anti-God scatena la sua furia sull'universo cercando di rompere un dualismo luce/ombra che pare fondamentale per la simmetria del Cosmo. Tale evento passa alla storia come il Primo Cataclisma. I primi ad affrontarlo e a cadere sono i Lightriders dopo di che l'anti-Dio si scatena sulla Terra e Spiral City è l'ultimo fronte della battaglia. Qui si riuniscono gli eroi della Golden e Silver Age per cercare di fermarlo. Coloro che passeranno alla storia come i più grandi eroi del ventesimo secolo e/o i campioni di Spiral City sono: Abraham Slam, Barbalien, Golden Gale, Madame Butterfly e Black Hammer (Joseph Weber). Quest'ultimo è consapevole che l'unica possibilità rimasta per sconfiggere una tale minaccia cosmica è l'energia del suo Martello (creato da Starlok), combinata alla forza di volontà e fiducia nella sua capacità di prevalere. Quando Black Hammer colpisce il nemico con tutte le sue forze questo scompare, gli eroi hanno vinto, ma subito dopo svaniscono.
- 1986-1996: Golden Gale, Abraham Slam, Barbalien, Madame Butterfly, Colonel Werid, Talky-Walky e Madame Dragonfly si trovano a vivere vicino alla piccola cittadina rurale di Rockwood, in una fattoria che viene battezzata Black Hammer Farm. Gli abitanti del luogo vivono una tranquilla e normale (per quel che può significare) vita di un paese di provincia ma la dura realtà è che questa zona, delimitata da un campo energetico è una sorta di tasca di realtà al di fuori del flusso spazio-temporale dell'Universo in cui vivevano. I cittadini della Terra pensano che questi eroi siano morti distruggendo l'Anti-God. La speranza di ritrovarli sopravvive però nella figlia di Joseph (Black Hammer) che diviene una giornalista investigativa e non smette di cercare delle risposte. Gli eroi esiliati si rendono conto di essere in una prigione ma cominciano a rassegnarsi all'idea di dover rimanere in quel limbo per sempre. Le uniche due a persistere nel voler cercare una via di uscita sono Gail (imprigionata nel corpo di una dodicenne) e il robot Talky-Walky che continua a lanciare sonde verso il mondo esterno. Da quando sono venuti a mancare i grandi eroi della Golden e Silver Age, il crimine è cambiato, divenendo più brutale e violento. Spiral City attraversa una sorta di Dark Age dove l'eroe più rappresentativo divinene un vigilante di nome Skulldigger. La sua maschera ricorda un teschio e uccide chiunque reputi un villain, il mezzo utilizzato è una catena alla cui estremità vi è un teschio (quello della sua prima vittima) che è stato ricoperto di metalli pesanti. La sua stessa presenza ha polarizzato l'opinione pubblica e le forze dell'ordine. C'è chi lo vede come un super eroe per le nuove generazioni e chi lo vede come un criminale che agisce come un serial killer. Nel 1996 i ricchi genitori di un ragazzino vengono trucidati sotto i suoi occhi. La scena sembra una replica di quanto è successo ai Wayne sulle pagine di Batman. Ma in questo caso la vendetta e rapida in quanto arriva Skulldigger che uccide il malvivente e prende sotto la sua protezione il ragazzino, destinato a divenire il suo sidekick con il nome di Skeleton Boy. Il paradosso nasce dal fatto che la più grande nemesi di Skulldigger è Grimjim, un essere metà umano e metà Demone del Caos. In questo caso viene salvato da un eroe della Silver Age quale Tex Reed il cui nome da super eroe è Crimson Fist. Skulldigger diviene il suo sidekick con il nome di The Alley Rat. Reed smette di dedicarsi a fare il super eroe nel 1976 e preferisce la politica, forse l'unico mezzo per ripulire davvero la città e dargli un nuovo compasso morale. Torna però in azione come super eroe per qualche anno durante il terribile decennio degli anni novanta.
- 1996: una delle sonde lanciate da Talky-Walky riesce a raggiungere la Terra in qualche modo. La NASA ne individua la traiettoria ma pare arrivata dal nulla. Lucy Weber, la figlia di Black Hammer, non vuole arrendersi e si rivolge al Dottor Jimmy Robinson, ex-super eroe che ha combattuto col padre e grande scienziato. Questi riesce a scoprire che la sonda arriva da un portale che porta nella Para-Zone. Lucy si fa costruire una tuta che la faccia sopravvivere in quella realtà e riesce a raggiungere Rockwood e a scoprirne l'origine. Madame Dragonfly e il Colonnello Weird hanno messo i super eroi in animazione sospesa all'interno dell'astronave di Weird e vivono reclusi in un'illusione creata nella loro mente. Purtroppo il padre di Lucy è morto tentando di fuggire e ritrovandosi nella Para-Zone dove il suo corpo si è dissolto. Il Martello Nero è però rimasto e quando Lucy lo impugna diviene il nuovo Black Hammer. Lucy li libera ma questo crea una realtà alternativa che mette in pericolo l'intero universo. Nel 1996 si presenta come candidato sindaco l'ex super eroe Crimson Fist. La Detective Reyes da sempre ostile a Skulldigger riesce a dissuadere Skeleton Boy dall'intraprendere la strada del vigilante e lo accoglie a vivere con lei, almeno un'anima innocente viene salvata da questi anni di brutale violenza per le strade. Tex Reed viene catturato da Grimjim il quale sadicamente lo tortura a morte.
- Fine anni novanta: i campioni di Spiral City sono tornati ma la loro realtà è cambiata e non sono più memori del loro passato da super eroi[25]. Lucy non è più Black Hammer e, come gli altri, prova un senso di vuoto e malinconia[25]. Viene però contattata da Talky-Walky che, probabilmente perche è un'intelligenza artificiale, la sua coscienza non è stata alterata[25]. La convince a cercare il Martello Nero che non può essere svanito in quanto è un manufatto al di fuori del tempo e dello spazio. Lucy lo trova tra le vecchie cose che gli sono rimaste dal padre[25]. Impugnandolo si trasforma in Black Hammer e si ritrova su New World dove ricorda ogni cosa, dal Cataclisma a Rockwood, e ha modo di rivedere il padre che ora siede sul trono di Starlok[25]. Questi gli spiega che il ritorno degli eroi a Spiral City dopo la distruzione dell'Anti-God sta generando squilibrio nell'Universo, su questo il Colonnello Weird aveva ragione. Bisogna riportarli a Rockwood togliendoli dall'equazione dell'esistenza e ristabilendo l'ordine[25]. Non tutti sono pronti ad accettare un nuovo esilio ma è necessario. Lucy potrà però rimanere come difensore della Terra in quanto le sue origini sono successive al Primo Cataclisma, rappresenta quindi l'inizio di una nuova epoca[25]. L'autore/Creatore di questo universo narrativo (Jeff Lemire) si riferisce a Lucy Weber come Black Hammer II ma non sembrerebbe esatto[26]. Prima del padre Joseph (quindi del 1976) c'è stato almeno un altro Black Hammer che il misterioso super eroe trovato morto nel vicolo di Spiral City e che gli ha consegnato il Martello Nero per diventare suo successore[23][26].
- Fine del ventunesimo secolo: dopo 100 anni dalla sparizione dei grandi eroi del ventesimo secolo, tre giovani eroi si ispirano a quelle icone per formare un nuovo team di super eroi inter galattici: la Quantum League[27]. I fondatori sono Archive un androide proveniente da un pianeta macchina, l'aliena Modula con poteri di teletrasporto, e il terrestre Gravitus capace di manipolare la realtà[27]. Il leader del gruppo diviene Archive grazie alle sue capacità intellettive superiori a quelle degli altri individui biologici[27]. Per arrivare a creare una forza di polizia che sappia agire su scala interplanetaria si decide di allargare notevolmente i ranghi del gruppo che arriva a comprendere 21 membri attivi provenienti dai diversi mondi conosciuti[12]. A legittimare la Quantum League come degna erede degli eroi della Golden e Silver Age si arruola anche Hammer Lass (alter ego di Lyndda Weber) e depositaria del leggendario Black Hammer[27]. Il Martello gli è stato consegnato dalla sua stessa antenata Lucy Weber (conosciuta come Black Hammer II) la quale ha compiuto un viaggio nel tempo per consegnarlo a lei in persona[27]. Il motivo risiede nell'incontro che avrà un giorno con il misterioso personaggio conosciuto come Chronokus[27].
- Alle soglie del ventiduesimo secolo: la Terra è attaccata da un imponente esercito di marziani[27]. L'ostilità del Pianeta Rosso risale a più di un secolo prima durante l'epoca dei grandi eroi del ventesimo secolo. La Quantum League non riesce ad arginare il primo attacco e le difese terrestri sono insufficienti di fronte all'impatto della flotta ed esercito alieno[27]. Archive è costretto a prendere drastiche decisioni, ha valutato ogni possibile scenario e l'unico modo per arrivare ad una vittoria è quello di utilizzare strategie di contrattacco che porteranno a innumerevoli morti, anche tra gli stessi membri del suo team. Non vede altra soluzione e quindi agisce nella maniera più efficace possibile per prevalere[27]. Raggiunge la vittoria ma le sue azioni portano ad uno scioglimento della Quantum League, Archive decide di lasciare una Terra semi-distrutta (ma salva) per tornare sul suo pianeta natale[27]. Qui rientra all'interno di un collettivo di intelligenze artificiali create e gestite da un'enorme intelligenza artificiale che si rivela essere una evoluzione di Talky-Walky (ex-compagna robot del Colonnello Werid). Gli abitanti di questo mondo meccanico si rivolgono a lei come La Madre[27].
- Primo decennio del ventiduesimo secolo: dopo aver sconfitto la minaccia marziana la Terra ripristina il suo antico splendore aumentando lo sviluppo dell'apparato militare e accentrando i poteri del Governo in un unico Presidente della Terra, un capo forte e legittimato che sappia garantire l'ordine e la sicurezza[27]. Come leader supremo sale al potere Gravitus, ex-membro della Quantum League e unico fondatore non-alieno del team. Sotto il suo regime viene proibita la rinascita di gruppi di super eroi, ritenuti parzialmente responsabili della catastrofe avvenuta anni prima e si alimenta una cultura xenofoba verso i non-terrestri[27]. Per quanto riguarda i marziani, vige una politica di persecuzione e sterminio, anche verso coloro che si erano dimostrati pacifici e aperti al dialogo con i terrestri[27].
- Terzo decennio del ventiduesimo secolo: 25 anni dopo l'attacco marziano vi sono rimasti soli due membri della Quantum League che cercano di rifondare il gruppo e opporsi alla politica autoritaria e fascista del Presidente Gravitus[27]. Si tratta dell'aliena Modula e lo strano essere di nome Erb. A loro si unisce un giovane marziano sopravvissuto alle persecuzioni terrestri, si tratta di Barbaliteen, discende del celebre super eroe Barbalien[27]. Come il suo antenato vorrebbe la pace tra i due popoli, la fine di Gravitus e della sua politica razziale e genocida[27]. A loro si unisce anche Hammer Lass, inizialmente restia ad una nuova fondazione del gruppo[27]. Come primo atto da Leader della League decide si recarsi sul pianeta macchina de La Madre e risvegliare Archive, riportandolo alla sua individualità[27]. Tale scelta non è solo strategica ma deriva anche da questioni personali in quanto tra i due vi è stata una relazione e il suo amore per lui è ancora vivo[27]. Inizialmente La Madre si oppone al lasciare Archive ma verrà convinta dall'arrivo di Chronokus. L'Universo è infatti in pericolo, la politica di Gravitus destabilizzerà la Galassia conosciuta.
- Fine dei Tempi: si trova alla presunta fine del continuum spazio-temporale del Black Hammer Universe. Qui risiede un essere antico e circondato dal mistero, conosciuto come Chronokus[27]. Viene ritenuto depositario dei segreti del tempo e delle dimensioni, talvolta ha affrontato la Quantum League come avversario ma le sue azioni sono state incomprese[27]. Il suo vero nome è infatti Colonnello Randall Weird, uno dei mitici eroi del ventesimo secolo[27]. Si è rifugiato in questo luogo per fuggire da una realtà che portava sempre a morte e distruzione, eventi a cui lui ha assistito (attraverso la Para-Zone) ma non ha potuto alterare[27]. Rimane però consapevole che rimane un orizzonte del tempo che non è ancora riuscito a decifrare, un ultimo passo che deve compiere ma il cui esito gli è precluso[27]. Questo ultimo attimo del suo destino si manifesta quando arrivano alla fine del tempo gli eroi Hammer Lass, Modula, Erb e Barbaleteen. Il loro viaggio nel tempo è reso possibile dal Martello Nero e da un'intuizione di Lyndda Weber che si è ricordata del monito della sua antenata (Lucy Weber). Quando colei conosciuta come Black Hammer II gli ha consegnato il Martello, le ha detto che nel momento di maggior pericolo per l'universo deve recarsi da Chronokus[27]. Purtroppo il Colonnello non può aiutarli a modificare la storia mandandoli indietro nel tempo, la struttura della realtà non può essere alterata[27]. Con l'arrivo di Archive diviene poi chiaro che non esiste nessun scenario possibile che li porti con successo a uccidere l'autoritario leader della Terra, Gravitus controlla ormai una forza paragonabile a quella di un Buco Nero e risiede nella Cittadella, una delle strutture più sorvegliate della Galassia[27]. Il destino dell'Universo sembra segnato, ma Werid torna sulla Terra del ventiduesimo secolo per incontrare Madame Dragonfly (ora rinominatasi Madame Butterfly). I due, insieme a Talky-Walky sono i sopravvissuti dei grandi eroi del ventesimo secolo. Rimane però incerto il fato di coloro che sono ritornati nella pocket-reality di Rockwood i quali potrebbero essere ancora vivi sospesi in una sorta di Limbo[27]. Weird e Butterfly, supportati dai calcoli di Archive decidono che, se non si può alterare il corso del tempo, ne potranno iniziare uno nuovo a partire dal luogo denominato la Fine dei Tempi. Gli eroi capiscono che quella che percepiscono come crepuscolo della realtà non è che un punto di inizio[27].
- Il Mondo Quantico: dimensione oltre la fine dei tempi: Il colonnello Weird, grazie anche alle capacità intuitive di Madame Butterfly, è riuscito ad aumentare la sua consapevolezza. Ora è in grado di capire che quella che pensava essere la fine dell'universo era solo un limite auto imposto[27]. Non esiste una fine e un inizio, il tutto è in divenire ed ora è in grado di mostrare a Hammer Lass e Archive una nuova dimensione inesplorata posta oltre la fine percepita dello spazio/tempo[27]. Gli ex-membri della Quantum League decidono che quello sarà il luogo dove costruiranno il mondo che desiderano, un rifugio e una nuova possibilità per tutti coloro che sono perseguitati dal regime di Gravitus[27]. Il trasporto avverrà grazie ai poteri del Martello Nero, manufatto che ancora una volta si dimostra fondamentale per i destini dell'intera realtà. Questo nuovo universo viene battezzato da Archive come il Mondo Quantico[27].

## Pubblicazioni originali
Qui di seguito sono elencate, in ordine cronologico di pubblicazione, le serie e miniserie che vanno a comporre l'Universo di Black Hammer:
- Black Hammer nn.1-13, Jeff Lemire (testi) - Dean Ormston e David Rubin (disegni), serie regolare (conclusa), luglio 2016 - settembre 2017.
- Black Hammer Giant-Sized Annual, Jeff Lemire (testi) - Dean Ormston, Dustin Nguyen, Michael Allred, Emi Lenox, Nate Powell, Matt Kindt, Ray Fawkes, Dave Stewart, Sharlene Kindt (disegni), albo unico (antologico), gennaio 2017.
- Sherlock Frankestein and the Legion of Evil nn.1-4, Jeff Lemire (testi) - David Rubin (disegni), miniserie (conclusa), prequel e origin story, ottobre 2017 - gennaio 2018.
- Doctor Star and the Kingdom of Lost Tomorrows nn.1-4, Jeff Lemire (testi) - Max Fiumara (disegni), miniserie (conclusa), l'opera è stata raccolta in volume con il titolo definitivo di Doctor Andromeda and the Kingdom of Lost Tomorrows (dal 2021). Il nome del personaggio protagonista è cambiato per evitare problemi di copyright con Starman della DC Comics. Date di copertina: marzo-giugno 2018.
- Black Hammer: Age of Doom nn.1-12, Jeff Lemire (testi) - Dean Ormston e Rich Tommaso (disegni), serie regolare (conclusa), sequel di Black Hammer, aprile 2018 - settembre 2019.
- Black Hammer '45 nn.1-4, Jeff Lemire e Ray Fawkes (testi) - Matt Kindt (disegni), miniserie (conclusa), prequel ambientato nella Golden Age, marzo-giugno 2019.
- Black Hammer/Justice League nn.1-5, Jeff Lemire (testi) - Michael Walsh (disegni), miniserie (conclusa), crossover con la Justice League of America della DC Comics, luglio-novembre 2019.
- Skulldigger and Skeleton Boy: From the World of Black Hammer nn.1-6, Jeff Lemire (testi) e Tonci Zonjic (disegni), miniserie (conclusa), 18 dicembre 2019 - 24 febbraio 2021.
- Colonel Weird: Cosmagog nn.1-4, Jeff Lemire (testi) e Tyler Crook (disegni), miniserie (conclusa), spin-off di Black Hammer (origin story), ottobre 2020 - gennaio 2021.
- Barbalien: Red Planet nn.1-5, Tate Brombal e Jeff Lemire (testi) - Gabriel Hernandez Walta (disegni), miniserie (conclusa), origin story di Barbalien, 18 novembre 2020 - 24 marzo 2021.
- Black Hammer: Vision nn.1-2, Patton Oswalt, Geoff Johns, Chip Zdarsky, Mariko Tamaki (testi) - Dean Kotz, Scott Kolins, Johnnie Christmas, Diego Olortegui (disegni) - Dave Stewart, Bill Crabtree, Jason Wordie (colori), limited-series di 2 albi (antologica), 13 ottobre 2021 - 22 febbraio 2022.
- Black Hammer Reborn dal n.1, Jeff Lemire (testi) e Caitlin Yarski (disegni), serie regolare, sequel di Black Hammer: Age of Doom, 23 giugno 2021 -in corso.
- The Unbelievable Unteens: From the World of Black Hammer dal n.1, Jeff Lemire e Tyler Crook (testi) - T.Crook (disegni), miniserie, 11 agosto 2021 -in corso.

## Raccolte originali
- The World of Black Hammer - Library Edition Volume 1 HC, Jeff Lemire (testi), David Rubin - Max Fiumara (disegni), Dean Ormston (copertina), raccoglie le miniserie Sherlock Frankenstein & the Legion of Evil: From the World of Black Hammer e Andromeda and the Kingdom of Lost Tomorrows, in formato deluxe oversized con copertina cartonata. Il volume comprende inoltre una sezione extra con sketchbook e altro materiale sulla creazione dell'opera. Data di distribuzione: 26 agosto 2020. ISBN 9781506719955